# Qodrat Kandī
Qodrat Kandī (persiska: قدرت کندی) är en ort i Iran.   Den ligger i provinsen Västazarbaijan, i den nordvästra delen av landet, 500 km väster om huvudstaden Teheran. Qodrat Kandī ligger 1 287 meter över havet och antalet invånare är 164.
Terrängen runt Qodrat Kandī är mycket platt. Runt Qodrat Kandī är det ganska tätbefolkat, med 90 invånare per kvadratkilometer. Närmaste större samhälle är Mīāndoāb, 10,6 km söder om Qodrat Kandī. Trakten runt Qodrat Kandī består till största delen av jordbruksmark.